# Proa (sociedad)
Proa. Consell de Cultura i Relacions Valencianes (Proa. Consejo de Cultura y Relaciones Valencianas) fue una entidad cultural valencianista fundada en abril de 1935 con el objetivo de facilitar las relaciones entre los diversos sectores valencianistas, además de «servir de nexo entre Cataluña y el País Valenciano», e incluso de establecer conexiones con organismos políticos de Galicia y del País Vasco. Fue promovida por el castellonense Gaietà Huguet y su junta directiva estaba integrada por Nicolau Primitiu Gómez Serrano (presidente), Adolf Pizcueta (secretario), Enric Navarro i Borràs (gerente), Francesc Soto i Mas (tesorero) y el propio Huguet (delegado en Castellón). Publicó un boletín titulado Timó, cuyo primer número apareció en julio de 1935.
En ese primer número de Timó se explicaba la finalidad de la entidad:

Sin negar que cada núcleo valencianista tiene que ser libre en su actuación, tanto en un sentido doctrinal y de propaganda como para el desarrollo de sus tácticas..., los verdaderos patriotas necesitan un lugar donde poder reunirse para fines concretos y determinados... El punto de convergencia es la cultura, que no quiere decir un sistema determinado de cultura, sino el lugar de trabajo y de orientación que posbilite toda actividad cultural... El Consell de Cultura i Relacions Valencianes se propone: no una gesta, sino una función; la función de coordinar esfuerzos entre los que de buen grado quieran prestarse activa o pasivamente a esta labor coordinadora, garantizada con la presencia, aunque personal, en las tareas directoras, por elementos de las diversas tendencias del valencianismo.